# Hortiboletus
Hortiboletus is een geslacht van schimmels behorend tot de familie Boletaceae. De typesoort is de rode boleet (Hortiboletus rubellus). 

## Taxonomie
Het werd in 2015 beschreven door Giampaolo Simonini, Alfredo Vizzini en Matteo Gelardi. De oprichting van Hortiboletus volgde op een moleculaire studie die een nieuw fylogenetisch raamwerk voor de Boletaceae schetsten. Hortiboletus is afgeleid van het Latijnse woord hortus "tuin", verwijzend naar een typische habitat van de typesoort Hortiboletus rubellus. De boleet H. bubalinus, oorspronkelijk beschreven als Boletus en later in Xerocomus geplaatst, werd door Bálint Dima naar het geslacht overgebracht. In 2015 bracht Alona Yu. Biketova de soorten Boletus campestris en Boletus engelii eveneens over naar Hortiboletus.

## Soorten
Het geslacht bestaat uit de volgende 12 soorten (peildatum maart 2023):
| Soortnaam                                        | Auteur(s)                                               | Publicatiejaar |
| ------------------------------------------------ | ------------------------------------------------------- | -------------- |
| Hortiboletus amygdalinus                         | Xue T. Zhu & Zhu L. Yang                                | 2016           |
| Hortiboletus arduinus                            | N.K. Zeng, H.J. Xie & W.F. Lin                          | 2020           |
| Hortiboletus bubalinus (Bruingele fluweelboleet) | (Oolbekk. & Duin) L. Albert & Dima                      | 2015           |
| Hortiboletus campestris                          | (A.H. Sm. & Thiers) Biketova & Wasser                   | 2015           |
| Hortiboletus coccyginus                          | (Thiers) C.F. Schwarz, N. Siegel & J.L. Frank           | 2020           |
| Hortiboletus engelii (Blozende fluweelboleet)    | (Hlaváček) Biketova & Wasser                            | 2015           |
| Hortiboletus indorubellus                        | K. Das, D. Chakr., Baghela, S.K. Singh & Dentinger      | 2016           |
| Hortiboletus kohistanensis                       | A. Naseer, S. Sarwar & A.N. Khalid                      | 2019           |
| Hortiboletus napaeus                             | N.K. Zeng, H.J. Xie, S. Jiang & Zhi Q. Liang            | 2020           |
| Hortiboletus rubellus (Rode boleet)              | (Krombh.) Simonini, Vizzini & Gelardi                   | 2015           |
| Hortiboletus rupicapreus                         | Svetash., A.V. Alexandrova, O.V. Morozova & T.H.G. Pham | 2021           |
| Hortiboletus subpaludosus                        | (W.F. Chiu) Xue T. Zhu & Zhu L. Yang                    | 2016           |